# Rein Taaramäe
Rein Taaramäe (ur. 24 kwietnia 1987 w Tartu) – estoński kolarz szosowy. Olimpijczyk (2008 i 2016).
W latach 1992–1997 uprawiał zapasy, w 1998 zaczął trenować kolarstwo. W 2011 założył własny klub kolarski (Rein Taaramäe Rattaklubi).

## Osiągnięcia
Opracowano na podstawie:

2005
- 3. miejsce w Wyścigu Pokoju Juniorów

2006
- 1. miejsce na 1. etapie Kreiz Breizh Elites
- 1. miejsce w mistrzostwach Estonii U23 (jazda indywidualna na czas)

2007
- 3. miejsce w Paryż-Troyes
- 2. miejsce w Classic de l’Ardèche
- 1. miejsce na 4. etapie Circuit des Ardennes
- 2. miejsce w mistrzostwach Estonii (jazda indywidualna na czas)
- 2. miejsce w mistrzostwach Europy U23 (jazda indywidualna na czas)
- 3. miejsce w Kreiz Breizh Elites

2008
- 3. miejsce w Grand Prix du Portugal
  - 1. miejsce na 2. i 3. etapie
- 1. miejsce na 6. etapie Tour de l’Avenir

2009
- 3. miejsce w Tour de Romandie
- 1. miejsce w mistrzostwach Estonii (start wspólny)
- 1. miejsce w mistrzostwach Estonii (jazda indywidualna na czas)
- 1. miejsce w Tour de l’Ain
  - 1. miejsce na 5. etapie

2010
- 3. miejsce w Volta a Catalunya

2011
- 3. miejsce w Critérium International
- 1. miejsce w mistrzostwach Estonii (jazda indywidualna na czas)
- 11. miejsce w Tour de France
- 1. miejsce na 14. etapie Vuelta a España

2012
- 3. miejsce w Étoile de Bessèges
- 2. miejsce w Vuelta a Andalucía
- 1. miejsce w mistrzostwach Estonii (jazda indywidualna na czas)
- 3. miejsce w mistrzostwach Estonii (start wspólny)

2013
- 3. miejsce w Cholet-Pays de Loire
- 2. miejsce w mistrzostwach Estonii (jazda indywidualna na czas)
- 1. miejsce w mistrzostwach Estonii (start wspólny)

2014
- 2. miejsce w Tour of Turkey
  - 1. miejsce na 3. etapie
- 1. miejsce w Tour du Doubs

2015
- 1. miejsce w Vuelta a Murcia
- 2. miejsce w mistrzostwach Estonii (start wspólny)
- 1. miejsce w Arctic Race of Norway
- 1. miejsce w Vuelta a Burgos
  - 1. miejsce na 2. etapie (jazda drużynowa na czas)

2016
- 1. miejsce na 20. etapie Giro d’Italia
- 1. miejsce w Dirka po Sloveniji
  - 1. miejsce na 2. etapie

2017
- 3. miejsce w mistrzostwach Estonii (start wspólny)

2018
- 3. miejsce w Vuelta Aragon
- 3. miejsce w Tour de l’Ain
- 3. miejsce w Tour du Doubs
- 2. miejsce w Coppa Agostoni
- 2. miejsce w Tour du Gévaudan Occitanie

2019
- 2. miejsce w Tour du Rwanda
- 3. miejsce w Vuelta Aragon
- 3. miejsce w Tour de l’Ain
- 3. miejsce w Mont Ventoux Dénivelé Challenge
- 1. miejsce w mistrzostwach Estonii (jazda indywidualna na czas)

2020
- 1. miejsce w klasyfikacji górskiej Tour du Rwanda

2021
- 1. miejsce w mistrzostwach Estonii (jazda indywidualna na czas)
- 3. miejsce w Czech Cycling Tour
- 1. miejsce na 3. etapie Vuelta a España

2022
- 1. miejsce w mistrzostwach Estonii (jazda indywidualna na czas)

2023
- 1. miejsce w mistrzostwach Estonii (jazda indywidualna na czas)

## Rankingi
| Rok                | 2006 | 2007 | 2008 | 2009 | 2010 | 2011 | 2012 | 2013 | 2014 | 2015 | 2016 | 2017 | 2018 | 2019 | 2020  | 2021 | 2022 | 2023 |
| ------------------ | ---- | ---- | ---- | ---- | ---- | ---- | ---- | ---- | ---- | ---- | ---- | ---- | ---- | ---- | ----- | ---- | ---- | ---- |
| UCI World Calendar |      |      |      | 49.  | 45.  |      |      |      |      |      |      |      |      |      |       |      |      |      |
| UCI World Tour     |      |      |      |      |      |      |      |      |      | 201. | 135. | 232. | -    |      |       |      |      |      |
| World Ranking      |      |      |      |      |      |      |      |      |      |      | 223. | 521. | 142. | 212. | 1510. | 187. | 368. | 376. |
| UCI Europe Tour    | 968. | 310. |      |      | 369. | 100. | 65.  | 179. | 21.  |      | 258. | 506. | 57.  | 178. | 1127. | 159. | 295. | -    |
| UCI Asia Tour      | -    | -    |      |      | -    | -    | -    | -    | -    |      | -    | 433. | 498. |      |       |      |      |      |
| UCI Oceania Tour   | -    | -    |      |      | -    | -    | -    | -    | -    |      | 107. | -    | -    |      |       |      |      |      |
|                    |      |      |      |      |      |      |      |      |      |      |      |      |      |      |       |      |      |      |
| Źródło: UCI        |      |      |      |      |      |      |      |      |      |      |      |      |      |      |       |      |      |      |